# O·J·辛普森

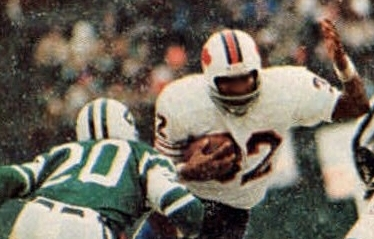
1973年辛普森打破了NFL的单赛季冲球码数记录

奥伦索尔·詹姆斯·辛普森（英語：Orenthal James Simpson，1947年7月9日—2024年4月10日），綽號「果汁先生」（the Juice），美國前職業美式橄榄球員、演員與體育評論員，生於舊金山，被譽為NFL史上最傑出的跑衛之一。1973年成為聯盟首位單賽季衝刺碼數突破2000碼的球員，並保持14場賽制下的歷史紀錄。
1995年，辛普森被指控在1994年犯下两宗谋杀罪，受害人为其前妻妮可·布朗·辛普森及其好友罗纳德·高曼，即当时被称为是美国历史上最受公众关注的刑事审判案件辛普森案，在经过漫长的公开刑事审判后，因证据存有漏洞，被判无罪。后来，布朗（辛普森前妻）和高曼的家人都提起民事诉讼，要求辛普森支付民事赔偿。1997年2月5日，陪审团一致认为，有足够证据说明辛普森应为高曼的枉死和对布朗的殴打行为赔偿3350万美元。
2007年9月，辛普森在内华达州拉斯维加斯被逮捕，被指控犯有持枪抢劫和绑架等多项重罪。2008年，他被判有罪，并判处33年监禁，9年内不得保释。辛普森最终在内华达州洛夫洛克的洛夫洛克惩教中心服刑。2017年7月20日，辛普森获得假释，并于2017年10月1日凌晨获释。2021年12月，辛普森被內華達州假釋和緩刑司提前終止假釋。
2024年4月10日，辛普森因前列腺癌在拉斯維加斯病逝，享年76歲。

## 童年
辛普森出生在旧金山，他的母亲尤尼斯（姓德登1921年10月23日 - 旧金山，加利福尼亚州，2001年11月9日）是医院管理员，父亲吉米·李·辛普森（阿肯色州，1920年1月29日 - 旧金山，加利福尼亚州，1986年6月9日）是一名厨师和银行托管

。辛普森的外祖父母来自路易斯安那州。他的名字Orenthal是他姨妈给他的取的，据称是她喜欢的法国演员的名字。辛普森有一个弟弟，梅尔文列昂·杜鲁门·辛普森，两个妹妹：雪莉·贝克·辛普森和卡梅莉塔·杜里·辛普森（已故）。辛普森在小时候有软骨病，所以在5岁前他的腿上都戴着矫形器。他的父母于1952年分居。
辛普森在旧金山长大，住在波特雷罗山附近的住房项目。早在他十几岁时，他加入了称为波斯戰士的街头帮派，一度在旧金山的青年教导中心被教改。在旧金山的伽利略高中（目前为伽利略科学与技术研究院），辛普森效力于学校美式足球队伽利略狮子。从1965年到1966年，辛普森在旧金山城市学院就读。在高中美式足球比赛中，辛普森同時擔任进攻组的跑卫，以及防守组的防守後衛，并且獲選為初级学院的全美第一隊的跑卫。

## 大學美式足球生涯
辛普森得到了南加州大学的体育奖学金，1967年和1968年，他在校队擔任跑卫。在1967年，辛普森持球推进1451码，及11次达阵，创造了国内记录。他在第二年再次创造记录，355次跑阵，共1709码。
在1967年，他作为主力参加了1967年南加州大学和加州大学洛杉矶分校的美式足球比赛，同时作为低年级学生，他也是海斯曼杯的候选人，但他没有赢得这一奖项。然而，在比赛的第四节，他的64码达阵得分，打平了比赛，并利用达阵后的附加分机会，赢得了比赛。这场比赛被誉为是二十世纪最伟大的比赛之一。
同一比赛中另一个戏剧性的的达阵得分是阿诺德·弗里贝格（Arnold Friberg）的油画的主题「O·J·辛普森突破了日光」（O.J. Simpson Breaks for Daylight）。辛普森在1967年赢得了瓦爾特‧坎普獎（ Walter Camp Award ）。1967年6月，他参加南加州大学的4人短跑接力赛，打破了在犹他州普若佛（Provo）舉行的NCAA田径锦标赛的4x110碼接力的世界纪录。（虽然这次记录还没被打破，但國際田徑總會至今只认为它是世界上最好的，而非一个世界纪录。在1976年變更規則後，英制距離單位的比賽已經很少了。）
在1968年，他跑阵达1709码及22次达阵，赢得了海斯曼杯、麦斯威尔奖（Maxwell Award），以及当年的瓦爾特‧坎普獎。他也创造了海斯曼杯最大的胜差记录，以1,750分击败了亚军。1969年的玫瑰碗（Rose Bowl），排名第二的美国南加州大学队遭遇排名第一的俄亥俄州立大學，在以16-27輸掉的比賽裡，辛普森持球冲刺了171码，包括一記80码的跑陣達陣。

## 职业美式足球生涯

### 水牛城比爾队
1968年球季，美国美式足球联盟（AFL）的水牛城比爾以1勝12敗1平的戰績获得1969年選秀會的狀元籤，辛普森以第一順位被水牛城比爾选中，踏上了职业美式足球赛场。在他的职业美式足球生涯的早期，辛普森在水牛城比爾没受到重视，表现平凡，前三年平均每个赛季仅仅持球冲刺622码。
1972年，辛普森跑阵首次超过1000码，达到了1251码。1973年，辛普森持球冲刺创造了2003码的记录，成为第一个超过2000码的运动员，及12次达阵得分。接下来的三个赛季，辛普森在每个赛季中的持球冲刺都超过1000码。从1972年到1976年，辛普森平均每个赛季（14场比赛）跑阵达1540码，每次持球冲刺达5.1码，并且他4度在國家美式足球聯盟跑陣榜中取得領先。1976年11月25日，感恩节期间，对阵底特律雄狮的比赛时，辛普森迎来了他职业生涯中最好的一场比赛，当时，他在29次持球衝刺中创造了当时的纪录273码，及两个达阵得分。
辛普森在水牛城比爾队的1977年的赛季因伤打断。

### 旧金山四九人队
在1978年的赛季前，水牛城比爾以幾個選秀權的代價，把辛普森交易到旧金山四九人。他在旧金山四九人队打了两个赛季的球。

### 总结
在辛普森退役时，他持球进攻一共达11236码，在当时的國家美式足球聯盟的跑衛排行榜上排名第二，现今排名第十八位。1973年，辛普森赢得國家美式足球聯盟年度最佳球员，并6次入选明星碗。辛普森仍然是唯一的一个在14场比赛的赛季中持球冲刺超过的2000码的美式足球运动员，他也是唯一个在其职业生涯的6场不同的比赛中持球冲刺超过200码的运动员。在1985年，辛普森首次有候選资格的时候，就入选了美式足球名人堂。
辛普森因名字简写“O.J.”而得到“果汁先生”的昵称，因O.J.是“Orange Juice”的非正式简写。“Juice”也是一个口语化的电力和电的同义词，因此，暗喻了任何强大的实体，在辛普森的巅峰期，水牛城比爾队的進攻組被称为“电力公司”。

## 演艺生涯
在他从国家美式足球联盟（NFL）退休以后，辛普森（Simpson）成功地参演了一系列电影，例如迷你剧《根》（1977年）、戏剧动作电影《三K党》（1974年）、《沖天大火災》（1974年）、《卡桑德拉大桥》 （1976年）、《魔羯星一號》（1978年），以及喜剧《回到海滩》（1987年）和《白头神探》三部曲（1988年、1991年、1994年）。1979年，他成立了自己的电影制作公司——Orenthal电影制作公司。它主要集中全力提供电视片和供电视放映的影片，例如面向家庭的《高迪和拳击手》电影（1979年、1981年），以及《可卡因和蓝眼睛》（1983年），美国全国广播公司试点的侦探系列。美国全国广播公司正在考虑是否播出《蛙人》——辛普森主演的另一系列之时，辛普森被捕，该计划被迫取消。
除了他的演艺生涯之外，辛普森还担任了《周一美式足球之夜》和《美国全国广播公司评国家美式足球联盟》的解说员。他还是《週六夜現場》节目第二季的观众，并在第三季中主持一个小插曲。

## 代言活动
辛普森的和蔼可亲与自然魅力使他获得了许多代言活动。他是赫茲租車公司的一位代言人。在广告中，他跑着穿过机场，仿佛暗示他将回到美式足球场。辛普森也是“先锋鸡”的长期代言人，拥有两项加盟权。其中一个被摧毁于1992年的洛杉矶骚乱。他还是秘制火腿、PX公司、卡利斯托加自来水公司的纳帕软饮料的代言人。他也出现在“丁哥牛仔靴”的漫画书广告之中。

## 家庭生活
1967年6月24日，辛普森与玛格丽特·L·惠特利（Marguerite L. Whitley）结婚，他们育有三个孩子：阿内尔·L·辛普森（Arnelle L. Simpson，出生于1968年12月4日）、贾森·L·辛普森（Jason L. Simpson，出生于1970年4月21日）和阿润·拉雪纳·辛普森（Aaren Lashone Simpson，出生于1977年9月24日）。1979年8月，年近两岁的阿润在家中的游泳池中溺水身亡。同年，辛普森和惠特利离婚。
1985年2月2日，辛普森与妮可·布朗结婚，他们育有两个孩子：悉尼·布鲁克·辛普森（Sydney Brooke Simpson，出生于1985年10月17日）和贾斯汀·莱恩·辛普森（Justin Ryan Simpson，出生于1988年8月6日）。1989年，辛普森辩护未实施家庭暴力，并与尼科尔‧布朗分手，而辛普森支付子女抚养费。1992年，辛普森夫妇离婚。

## 司法纪录

### 妮可·布朗·辛普森与罗纳德·高曼凶杀案及庭审
妮可·布朗·辛普森与其好友罗纳德·高曼（Ronald Goldman）于1994年6月12日在妮克尔·布朗家中被谋杀。辛普森被指控犯下该谋杀罪，而在经过一段充满争议的刑事审判之后，辛普森被无罪开释。在1997年2月的民事诉讼案中，陪审团一致认为辛普森需要对罗纳德·高曼的非正常死亡以及殴打妮可·布朗承担民事责任。
在1994年6月12日妮可·布朗·辛普森与罗纳德·高曼被害之后，辛普森一直呆在丹尼斯·沙克瑞恩·哈里奇（Denice Shakarian Halicki）和罗伯特·卡戴珊家中。而在辛普森从芝加哥飞回洛杉矶那天，有人看到卡戴珊曾拿着辛普森的西装袋。公诉人怀疑该西装袋曾经装有辛普森带有血渍的衣服或者作案凶器。

### 凶杀案刑事审判
在1994年6月12日，有人发现布朗和她的朋友罗纳德·高曼在布朗的公寓遇害。辛普森被指控犯下这两宗谋杀。6月17日，在没有按期自首之后，警方对驾驶一辆白色福特Bronco SUV的辛普森进行了低速追捕，为了转播追捕，全国广播公司（NBC）甚至打乱了1994年NBA總決賽第五场休斯敦火箭对纽约尼克斯的直播，主画面报道追捕，比赛声音被主播取代，比赛画面则被分屏到了边上角落。这次追车、逮捕和审判在美国历史上是最广受关注的公众事件之一。对辛普森的这次审判，通常被称作“世纪审判”，O·J·辛普森的辩护律师包括约翰尼·科克伦、罗伯特·卡戴珊和F·李·貝利等人，最终在1995年10月3日以陪审团裁定辛普森对两起凶杀案无罪而告终。超过一半的美国人收看了裁决的电视直播，因而它也成为了美国电视历史上收视率最高的事件之一。审判结果立刻引起了以种族为界的两种截然不同的反响，调查结果显示：绝大多数的美国黑人认为“无罪”的审判结果彰显了正义，而绝大多数的美国白人却不这样认为。

### 非正常死亡案民事审判
1997年2月5日，位于加利福利亚州圣莫妮卡市的民事陪审团一致认为辛普森需要对殴打罗纳德·高曼并造成其非正常死亡以及殴打妮克尔·布朗承担民事责任。这次民事诉讼的原告是罗纳德·高曼的父亲弗雷德·高曼（Fred Goldman），丹尼尔·彼得罗切利（Daniel Petrocelli）是原告的代理律师。辛普森被判赔付原告3350万美元损害赔偿金。然而，加州的法律保护个人的养老金免于用于支付裁决赔偿，因此辛普森仍然可以用他来自美国职业橄榄球联盟（NFL）的养老金继续维持大部分他原有生活方式的开销。1999年2月，辛普森的海斯曼奖杯和其他一些物品被拍卖得到了50万美元，这笔钱赔付给了高曼家族。
据2000年《滚石》杂志的一篇文章报道，辛普森通过转让亲笔签名等形象权仍然收入颇丰。后来，他从加州搬到迈阿密居住。在佛罗里达州，绝大多数情况下，一个人的住处不会因为债务偿还问题而透露给他人。高曼的家人也试图要求辛普森用NFL的养老金来进行赔付，这笔养老金一年可达2万8千美元，但是他们没有拿到任何赔付。
2006年9月5日，高曼的父亲再次起诉辛普森，要求获得辛普森“形象权”的支配权，用以抵偿辛普森的民事审判赔偿。虽然涉及辛普森1994年谋杀案的《如果我做了》（If I Did It）一书以及相应的电视采访被叫停，但针对辛普森通过书籍出版和采访交易获得的预付款，2007年1月4日，一名联邦法官发布了一项禁令，禁止辛普森花费任何相关预付款。但因为审判权缺失，此事在开庭前不了了之。2007年1月19日，一名加州州法官发布了一项附加禁令用以限制辛普森的开销，要求他只维持“一般和必需的生活花费”。
2007年3月13日，一名法官禁止辛普森从叫停的图书出版交易和电视采访节目中再接受任何报酬。他判令拍卖这本书的捆绑版权。2007年8月，弗罗里达州的破产清算法院将该书的权益转给高曼家族，以部分抵偿辛普森从未支付的民事审判赔偿。高曼家人将书重命名为《如果我做了：杀手的供述》（If I Did It: Confessions of the Killer），并且大大缩小了书名中的“如果”一词的字体，让人一眼看上去以为书名是“《我做了：杀手的供述》”。高曼的家人、调查记者多明尼克·邓恩（Dominick Dunne）以及原代笔作者巴勃罗·芬哈维斯（Pablo Fenjves）又向书中添加了新的内容，高曼家族也被列为了新书的作者。

### 所谓的供认
纪念品出售商麦克·吉尔伯特曾是一名经纪人，辛普森的朋友，写了一本书叫做《我如何帮助辛普森逃脱罪责：暴力，忠诚，悔恨和懊悔中的惊人故事》(2011)。他声称辛普森曾在审判数周后，在他的布伦特伍德家中抽了大麻，吃了安眠药，还喝了啤酒才向他坦白了那晚的谋杀经过。据吉尔伯特称当时辛普森说：“如果她当时没有手里拿着刀开门……也许她现在还活着。”这说明他曾经坦白过。但是，辛普森的现任律师耶鲁·加兰特尔称吉尔伯特的话是不可信的，并称吉尔伯特是“一个急需钱且有妄想症的吸毒者，他自己过的很艰难，目前国税局（IRS）正在找他的麻烦」。

### 各种法律纠纷
加利福尼亚州声称辛普森在过去应付的税款中欠144万美元。1999年9月1日，在其案件中将其课税扣押权记录在案。
在90年代后期，辛普森想要尝试将「O.J.Simpson」、「O.J」和「The Juice」作为大量物品的注册商标，包括雕像，交易卡，运动服，奖章，硬币盒和预付的电话卡。然而，一个“热心市民”，威廉姆.里奇，提起诉讼反对联邦注册批准该注册，他认为这么做是不道德和可耻的，最终辛普森在2000年放弃了注册。
在2001年2月，辛普森在三个月前的交通纠纷中因殴打和抢劫一辆运输车并涉嫌打掉另外一个司机的眼镜于佛罗里达州迈阿密被捕。如果罪名成立，辛普森将面临16年的牢狱。在2001年10月他被送上了法庭，但是很快就被释放了。
2001年12月4日，聯邦調查局（FBI）全面搜索了辛普森在迈阿密的家，怀疑其藏有摇头丸和洗黑钱。FBI收到举报信辛普森曾加入一个主要的贩毒圈，该案件中的其他的10个嫌疑人已被捕。在经过两个小时的全面搜查之后，没有发现任何非法毒品，而且在此次搜查之后，也没有逮捕和正式的指控。但是，调查人员发现了能够盗取卫星电视编程的设备，最终将辛普森送上了联邦法庭。
2002年7月4日，辛普森由于超速行驶穿过海牛保护区，并且违反划船法规在佛罗里达迈阿密戴德县被捕。然而，他的刑事辩护律师耶鲁.加兰特使得这项起诉失败，最终，辛普森只付了超速违规的罚款。
2004年3月，卫星电视网络美国直播电视公司控诉辛普森利用非法电子产品盗取他们的直播信号。最后，该公司赢得了25,000美元的赔偿金，辛普森被要求支付33,678美元的律师费和诉讼费。

### 拉斯维加斯抢劫案
在2007年9月，辛普森带领一群人闯入到宫站酒店及赌场的一个房间中，并持枪威胁抢走了运动纪念品，之后警察针对此事对辛普森进行询问调查。辛普森承认偷拿走了东西，但是拒绝承认私自闯入房间，更不承认有人带了枪支。在询问之后，辛普森就被释放了。然而在两天之后，辛普森被捕，并且在初期不允许保释。和其他三个人一起，辛普森被控告多项重罪，包括预谋犯罪，绑架，谋杀，袭击和使用致命武器。保释金额为125,000美元，并需签下契约不能和其他共犯联系，要交出护照。辛普森并没有为自己辩护。到2007年10月底，辛普森的三个同伙人都签订了认罪协议。沃尔特.亚历山大和查尔斯.H. 卡什莫尔为减轻罪行承认犯罪，而且他们指出在该抢劫中使用到枪支，该证词对辛普森和其他三个同伙人非常不利。同伙犯罪人迈克向拉斯维加斯的法官申请有罪，从未减轻罪行，并指证辛普森在此次抢劫中使用到枪支。听证之后，法官判决森普森为持枪抢劫。2007年11月8日举行辛普森的初审，决定他是否犯下这些指控。他的12项审判同期召开。11月29日，辛普森拒绝承认犯罪。2008年3月22号，法庭执行员和律师宣布包括至少115道问题的问卷将被送审给由至少400人组成的陪审团手里。审判从2008年4月到9月8号重新审理。2008年1月，辛普森在佛罗里达被捕，并带往拉斯维加斯，被拘禁在国家监狱中，因其违反保释规定，企图和该案件中的共犯人克拉伦斯.斯图尔特联系。美国克拉克县地方检察官大卫.罗杰向地区法院法官杰基.格拉斯提交辛普森违背保释条款的证据。2008年1月16号开庭审讯。格拉斯将保释金提高到250,000美元，并且命令其立马现金支付15%，否则将会被拘禁在县监狱。辛普森当晚就交了保释金，第二天就回到了迈阿密。2008年10月3日，辛普森和他的一个同伙人被判所有罪名成立。10号，辛普森的法律顾问因审判错误（两个非裔美国陪审员被解雇）和证据不足要求重新审判。加兰特声称如果格拉斯法官拒绝该上诉，他将会向内华达最高法院提起诉讼。辛普森的同伙人斯图尔特的律师请求重新审判，并宣称斯图尔特应该被单独分开审讯，而且陪审团主席保罗. 康奈利根据主观意愿来审讯。辛普森在绑架案件中的假释可能使其面临着终身监禁，以及持枪抢劫的强制监禁。2008年12月5日，辛普森被判33年的监禁，但是9年之后可能会被假释。2009年9月4日，在辛普森的上诉期间内华达最高法院拒绝其保释的请求。2010年10月，内华达最高法院判证实其罪行，此後一直在洛夫洛克惩教中心服刑。
2012年10月19日一个内华达的审判员同意重审辛普森的持枪抢劫案和绑架案，看这位前橄榄球明星的律师们是否有足够能力再次审讯来使他逃离监狱。断定辛普森是否应定新罪名的听证会于2013年5月13日开始。2013年11月27日，法官琳达·贝尔拒绝辛普森对抢劫罪进行新审判的申请，她在裁决中表示辛普森的所有争论点都缺乏实质。
2013年7月31日，内华达州假释委员会就某些罪名给予辛普森假释，但因持有武器和威胁罪继续监禁。委员会考虑到辛普森之前的刑事定罪记录和狱中的良好表现作出决定。在2017年7月20日的假释听证会上，委员会决定假释辛普森。遭监禁九年，他于2017年10月1日获释。2021年12月，辛普森被內華達州假釋和緩刑司提前終止假釋。

## 案件時序
1. 1994年6月12日，前妻與前妻男友被殺。
2. 1994年6月17日，O·J·辛普森與警方飛車追逐。
3. 1994年6月20日，O·J·辛普森否認殺人。
4. 1995年1月24日，案件開審。
5. 1995年10月3日，O·J·辛普森被判無罪。
6. 1996年10月23日，死者家人民事索償開審。
7. 1996年12月20日，O·J·辛普森勝子女扶養權。
8. 1997年2月4日，民事索償，OJ·辛普森要賠償US$3350萬美元給死者家人。
9. 2006年9月4日，死者家人再追討民事賠償金，不果。
10. 2006年11月，O·J·辛普森出書《假如我做了》。
11. 2008年12月5日，O·J·辛普森因绑架、持枪抢劫，在拉斯维加斯被处以33年徒刑。辛普森最終在內華達州洛夫洛克的洛夫洛克懲教中心服刑。
12. 2017年7月，O·J·辛普森獲得假釋。
13. 2017年10月1日凌晨，O·J·辛普森獲釋。
14. 2021年12月，O·J·辛普森被內華達州假釋和緩刑司提前終止假釋。

## 相关
- 《辛普森：美國製造》：2016年上映的纪录片。
- 《美国犯罪故事：公诉人对O·J·辛普森》：2016年上映的电视剧。

## 外部連結
- O·J·辛普森在互联网电影资料库（IMDb）上的資料（英文）